# 竹松駅
竹松駅（たけまつえき）は、長崎県大村市竹松本町にある、九州旅客鉄道（JR九州）大村線の駅である。
大村駅と共に大村市内の駅の中では利用が多く、「シーサイドライナー」を含めた全列車が停車する。また諫早駅方面からの列車の一部は当駅で折返す。

## 歴史

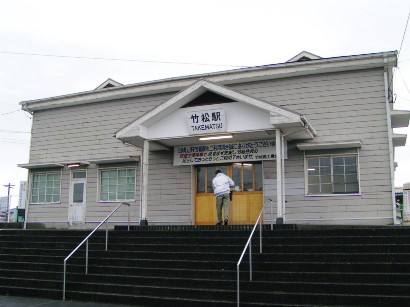
旧駅舎（2005年3月）

- 1922年（大正11年）5月25日：鉄道省の駅として開設[2]。
- 1945年（昭和20年）7月30日：米空軍の空襲爆撃被害により初代本屋全焼。
- 1984年（昭和59年）2月1日：貨物取扱廃止[2]。駅員無配置駅となる[4][5]。数年後に駅舎の事務所の一部を解体[6]。
- 1987年（昭和62年）4月1日：国鉄分割民営化に伴い、九州旅客鉄道（JR九州）の駅となる[2]。
- 2008年（平成20年）3月：駅舎を改築[6]。
- 2012年（平成24年）12月1日：当駅 - 諫早駅間でICカード「SUGOCA」の利用を開始[7]。
- 2022年（令和4年）3月11日：きっぷうりばの営業を終了。
- 2025年（令和7年）度：ハウステンボス駅 - 当駅間にICカード「SUGOCA」を導入（予定）[8]。

## 駅構造
相対式ホーム2面2線を有する地上駅。互いのホームは構内踏切で連絡している。
JR九州サービスサポートが駅業務を行う業務委託駅。SUGOCAは諫早・長与・長崎方面へのみ利用可能で、早岐方面へは利用不可。

### のりば
| のりば | 路線    | 方向 | 行先             | 備考                |
| ------ | ------- | ---- | ---------------- | ------------------- |
| 1      | ■大村線 | 上り | 早岐・佐世保方面 |                     |
| 2      | ■大村線 | 下り | 諫早・長崎方面   | 当駅始発は1番のりば |

付記事項
- かつては第二十一海軍航空廠への引き込み線があった[10]。
- 2002年1月時点では平日・土曜日運転の臨時列車が当駅止まりの最終列車として運行されていた。[11]

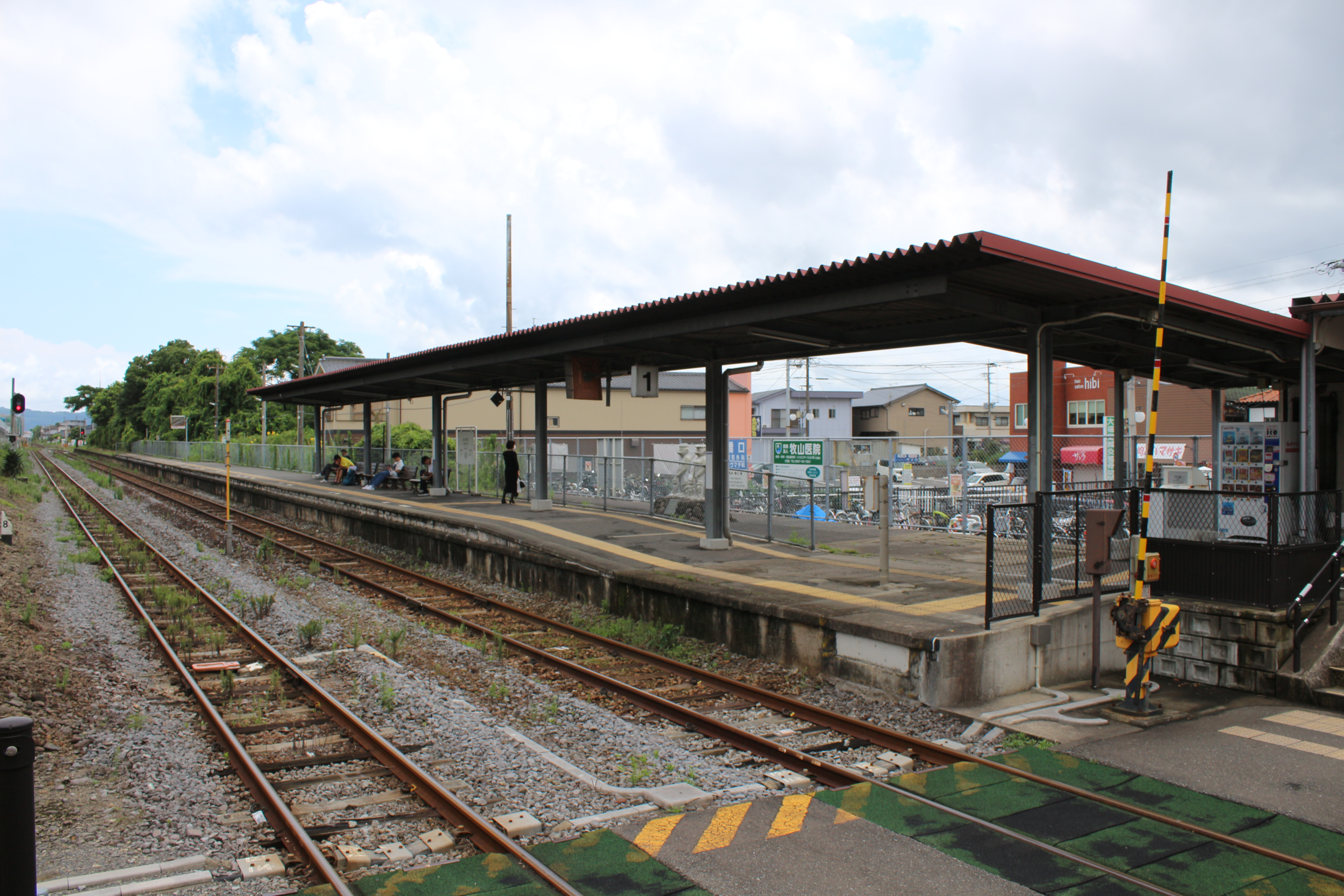
1番ホーム（2020年7月）
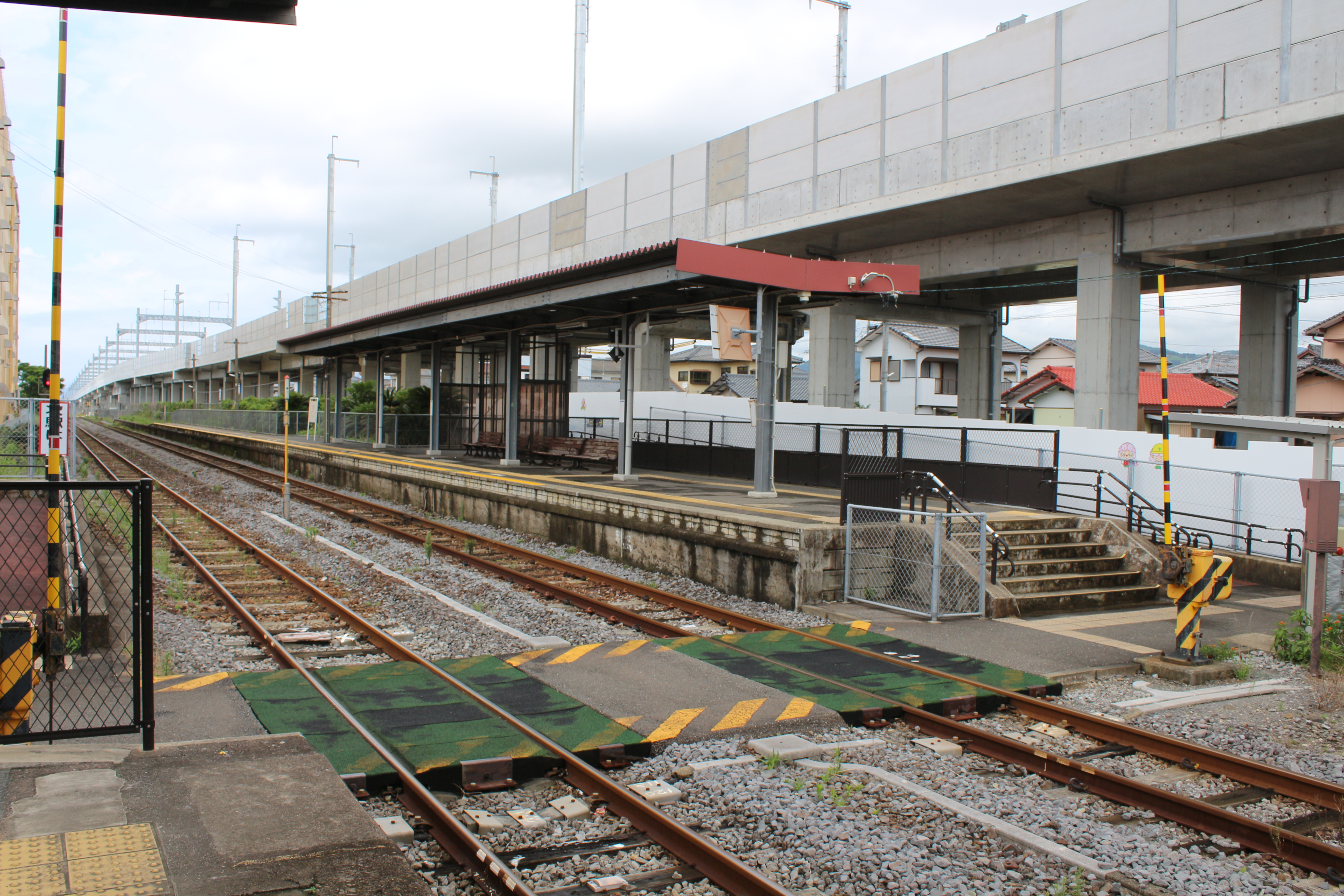
2番ホーム（2020年7月）

## 利用状況
- 2020年度の1日平均乗車人員は945人である[12]。

| 乗車人員推移 | 乗車人員推移 |
| 年度         | 1日平均人数  |
| ------------ | ------------ |
| 2000         | 711          |
| 2001         | 843          |
| 2002         | 931          |
| 2003         | 1,007        |
| 2004         | 1,020        |
| 2005         | 1,051        |
| 2006         | 1,100        |
| 2007         |              |
| 2008         |              |
| 2009         |              |
| 2010         | 1,223        |
|              |              |
| 2016         | 1,254        |
| 2017         | 1,256        |
| 2018         | 1,228        |
| 2019         | 1,183        |
| 2020         | 945          |

## 駅周辺
交通
- 長崎県道127号竹松停車場線
- 国道34号

施設等
- 大村市役所竹松出張所
- 大村市立竹松小学校
- 大村市立富の原小学校
- 大村市立桜が原中学校
- 長崎自動車道大村IC
- 陸上自衛隊竹松駐屯地
- 海上自衛隊大村航空基地
- まるたか生鮮市場富の原店
- エレナ 竹松店

## バス路線
長崎県交通局（長崎県営バス）の竹松駅前バス停が設置されている。
- 1：野岳・竹松線（市民病院・大村ターミナル・大村市役所・長崎医療センター・向木場入口方面／大村車両基地駅・野岳入口・野岳湖方面）

## その他
根室本線富良野駅 - 新得駅間が廃止されたため、2024年4月1日より最長片道切符の経路が竹松駅 → 長万部駅となり、当駅が起点となった。
なお竹松駅が起点となるのは営業キロによる経路であり、運賃計算キロによる場合は稚内駅が起点、隣の新大村駅が終点となる。

## 隣の駅
九州旅客鉄道（JR九州）
■大村線
■快速「シーサイドライナー」
彼杵駅 - （長崎行の一部は大村車両基地駅） - 竹松駅 - 新大村駅
■区間快速「シーサイドライナー」・■普通
大村車両基地駅 - 竹松駅 - 新大村駅